# مادة خطرة محددة
المادة الخطرة المحددة(SRM) هو المصطلح العام المعيّن لأنسجة الحيوانات المجترة الّتي لا يمكن فحصها وإصدارها للغذاء البشري لأنّ العلماء قرّروا أنّ مرض جنون البقر يسبّب تركّز البريون هناك. تمّ الإشارة إلى المصطلح في المملكة المتحدة بأمر المادة الخطرة المحددة لعام 1997( الآلات القانونية 1997/2964 ), وفي استجابة وزارة الزراعة الأمريكية التنظيمية لتأكيد الولايات المتحدة لأوّل حالة جنون بقر في كانون الأوّل 2003.
هذه يمكن أن تشمل الدماغ, العيون, النخاع الشوكي وغيرها من الأعضاء, التعريف الدقيق يختلف حسب الاختصاص. بموجب التعليمات الجديدة (69 FR 1862, 12 كانون الثاني, 2004), المواد الخطرة المحدة هي : الدماغ, الجمجمة, العينين, العقد الثلاثي التوائم , الحبل الشوكي, العمود الفقري (مع بعض الاستثناءات), عقد الجذر الظهرية (DRG) من الماشية بعمر 30 شهر وأكبر, واللوزتين والمعي اللفائفي الأقصى من الأمعاء الدقيقة لكلّ الماشية.

## مرض جنون البقر
أداة العدوى بمرض جنون البقر وُجد أنّها متركّزة في أنسجة معيّنة من الماشية المصابة بمرض جنون البقر وهذه الأنسجة كلّها جزء من الجهاز العصبي المركزي , حيث لم يظهر مرض جنون البقر ليصيب العضلات.

### المواد الخطرة المحددة لمرض جنون البقر
في كل من الولايات المتحدة (U.S.) و كندا , اعتبرت بلدان منخفضة الخطر, المواد الخطرة المحددة عرّفت بالتالي: الجمجمة , الدماغ , العقد الثلاثي التوائم (الأعصاب المتصلة بالدماغ والقريبة من خارج الجمجمة), العينين , النخاع الشوكي ,المعي اللفائفي الأقصى (جزء من الأمعاء الدقيقة ), و عقد الجذر الظهرية (الأعصاب المتصلة بالحبل الشوكي والقريبة من العمود الفقري )من الماشية بعمر 30شهر أو أكبر. في 12 كانون الثاني, 2004, خدمة التفتيش وسلامة الغذاء (FSIS) في وزارة الزراعة الأمريكية أصدرت قوانين جديدة تحظر مثل هذه المواد من الموارد الغذائية البشريّة.
في المملكة المتحدة , ودول أخرى صنّفت على أنّها متوسطّة إلى عالية الخطورة, قانون المنظمة العالمية لصحة الحيوان يوصي بإزالة المادة الخطرة المحددة كالتّالي: اللوزتين والأمعاء في الماشية من جميع الأعمار; الدماغ, العينين, الحبل الشوكي, الجمجمة والعمود الفقري من الحيوانات فوق اثنا عشر شهراً من العمر.
في الاتحاد الأوروبي (E.U), المواد الخطرة المحددة استبعدت بالقانون من السلسلة الغذائية البشرية والحيوانية.

### إزالة المواد الخطرة المحددة لمرض جنون البقر
المنظمة العالمية لصحة الحيوان (OIE) أصدرت توصيات وتعليمات لإزالة المادة الخطرة المحددة بناءً على مستوى الخطر. في الولايات المتحدة , اللوزتين أزيلت من الماشية بجميع الأعمار. المواد الخطرة المحددة يجب إزالتها عند الذّبح والتخلّص منها كمواد غير صالحة للأكل. عقد الجذر الظهريّة يجب إزالتها أثناء عمليّة إزالة العظم وفي الحيوانات الأكبر من ثلاثين شهراً, العمود الفقري (باستثناء فقرات الذّيل,العمليات المستعرضة لأسفل الظهر و الفقرات الظهرية , وأجنحة العجز ) تزال للتأكّد من انتزاع عقد الجذر الظهرية في مجموعها.